# Harpactea strandjica
Harpactea strandjica là một loài nhện trong họ Dysderidae.
Loài này thuộc chi Harpactea. Harpactea strandjica được miêu tả năm 1997 bởi Dimitrov.